# National Capital Botanical Gardens

Vlag van de National Capital Botanical Gardens

National Capital Botanical Gardens is de naam van de botanische tuin in Port Moresby (Papoea-Nieuw-Guinea). De botanische tuin is gelieerd aan de University of Papua New Guinea. De tuin is in 1971 opgericht door André Millar. 
De botanische tuin heeft een grote collectie planten uit Nieuw-Guinea en de rest van de wereld. Hieronder bevinden zich palmen, bamboe, Heliconia, Cordyline, Pandanus en bomen, struiken en orchideeën die van oorsprong voorkomen in Nieuw-Guinea. Er is een miniregenwoud. Ook zijn er dieren te zien als de kroonduif, boomkangoeroes, paradijsvogels, kaketoes, lori's, papegaaien en vele andere vogels. Ook is er een 5,8 m lange netpython te zien. 
De botanische tuin heeft een onderzoekscentrum voor onderzoek naar orchideeën geopend. Hiervan maken een herbarium en een laboratorium voor weefselkweek deel uit. In het laboratorium worden jaarlijks duizenden orchideeën  opgekweekt uit zaden en door middel van weefselkweek. Tevens heeft de botanische tuin een plantenwinkel en een kwekerij van tropische planten.